# مشکات
مَشکات شهری از توابع بخش مرکزی شهرستان کاشان در استان اصفهان ایران است.
مَشکات شمالی‌ترین شهر استان اصفهان است که در ۲۵ کیلومتری شهر کاشان ، ۱۹۵ کیلومتری تهران، هفتاد کیلومتری قم  است؛ این شهر در حاشیهٔ کویر و مسیر جادهٔ ابریشم، حد فاصل بزرگراه قم–کاشان و جادهٔ ترانزیت مرکز–جنوب واقع شده‌است.

### جمعیت
جمعیت شهر مَشکات طبق سرشماری سال ۱۳۹۵ از این قرار است:
جمعیت: ۵٬۳۵۷ نفر
خانوار: ۱۶۸۷

## مشخصات
این شهر از جنوب به اتوبان کاشان–قم دسترسی دارد و از شمال به جاده قدیم کاشان–قم.
محصولات کشاورزیِ این شهر عبارتند از زردآلو، آلوچه (همان گوجه سبز)، بادام، باقلا، انار، انجیر، هندوانه، خربزه، طالبی و دیگر محصولات گرمسیری.
آب و هوای این منطقه در زمستان‌ها سرد و خشک و در تابستان‌ها گرم می‌باشد.
این شهر از جنوب به رشته‌کوه‌های «زاگرس» ختم می‌شود و از شمال به کویر مرکزی ایران.
پیش از اینکه این منطقه تبدیل به شهر گردد دو بخشِ مجزا از هم بوده‌است. یکی روستای محمودآباد و دیگری روستای مشکان. این دو روستا کاملاً به هم چسبیده بودند و تنها عامل انفصالِ فیزیکیِ آن‌ها جادهٔ قدیم قم–کاشان بود. روستای محمودآباد در ضلع شمالی این جاده و منتهی به کویر مرکزی بود و روستای مشکان در ضلع جنوبیِ جاده قرار داشت و منتهی به رشته‌کوه‌های واقع در این منطقه بود.
پیش از احداث اتوبان قم–کاشان، جادهٔ قدیم تنها مسیر ارتباطی میانِ قم و کاشان بود که از بین این دو روستا عبور می‌کرد و البته این جاده مسیر ترانزیتی جنوب به مرکز ایران نیز بود. به همین دلیل، همه ساله تصادفات شدیدی نیز در این محور صورت می‌گرفت و قربانیان زیادی از این دو روستا بر جای می‌گذاشت.
این جاده تا حدود سال ۱۳۵۴ وضعیت آسفالت و علامتگذاری مناسبی نداشت و در این سال بود که به دلیل افزایش حجم تردد به‌طور اساسی زیرسازی و آسفالت گردید.
پیش از این که تردد در این جاده رونق بگیرد، اهالی هر دو روستای سابق (ناحیهٔ ۱ و ۲ کنونی) برای تردد به کاشان و قم از ایستگاه‌های قطار که فاصله‌ای در حدود ۵ کیلومتر از این جاده دارد استفاده می‌کرده‌اند.
عموماً این دو روستا در دو طرف این جاده استقرار یافته بودند و به صورت نانوشته تبیین شده بود که زمین‌های هر طرفِ جاده به یک روستا تعلق دارد. البته این مورد تنها برای منازل مسکونی صدق می‌کند و برای زمین‌های کشاورزی این قاعده وجود نداشت بگونه‌ای که زمین‌های کشاورزیِ روستای مشکان سابق (ناحیهٔ ۱) در ضلع شمالی جاده قرار داشته و دارد.
تنها ساختمانی که متعلق به روستای مشکان بود ولی در ضلع شمالی جاده قرار داشت دبستان لاجوردی بود. هم‌اکنون تقریباً اثری از شکل اصلیِ این بنا وجود ندارد و به جای آن مدارس جدید در قسمت جنوبی جاده ساخته شده‌است.